# Diplomystidae
Famille

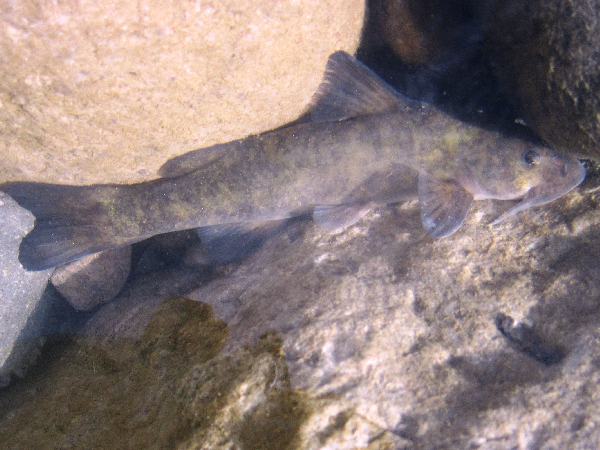

Les Diplomystidés (Diplomystidae) sont une famille de poissons-chats (ordre des Siluriformes).

## Liste des espèces
Selon FishBase (29 octobre 2017) :
- genre Diplomystes
  - Diplomystes camposensis Arratia, 1987
  - Diplomystes chilensis
  - Diplomystes nahuelbutaensis Arratia, 1987
- genre Olivaichthys
  - Olivaichthys cuyanus
  - Olivaichthys mesembrinus
  - Olivaichthys viedmensis